# Law and Order (Lindsey Buckingham)
| Recensione                        | Giudizio   |
| --------------------------------- | ---------- |
| AllMusic                          | [ 1 ]      |
| Robert Christgau                  | B+         |
| The New Rolling Stone Album Guide | [ 3 ]      |
| Sputnikmusic                      | 3.2 (Good) |
| Piero Scaruffi                    | [ 5 ]      |
| Ondarock                          | [ 6 ]      |

Law and Order è il primo album in studio da solista del cantautore statunitense Lindsey Buckingham (Fleetwood Mac), pubblicato dalla casa discografica Asylum Records nell'ottobre del 1981.
L'album si classificò al trentaduesimo posto della Chart statunitense Billboard 200.

## Tracce
Lato A
Testi e musiche di Lindsey Buckingham, eccetto dove indicato.
1. Bwana – 3:06
2. Trouble – 3:53
3. Mary Lee Jones – 3:12
4. I'll Tell You Now – 4:18
5. It Was I – 2:39 (Gary Paxton)

Lato B
Testi e musiche di Lindsey Buckingham, eccetto dove indicato.
1. September Song – 3:13 (Maxwell Anderson, Kurt Weill)
2. Shadow of the West – 3:57
3. That's How We Do It in L.A. – 2:52
4. Johnny's Stew – 3:06
5. Love from Here, Love from There – 2:47
6. A Satisfied Mind – 2:47 (Red Hayes, Jack Rhodes)

## Musicisti
- Lindsey Buckingham - chitarra, basso, tastiere, batteria, percussioni, voce[7]

Musicisti aggiunti
- George Hawkings - basso (brano: Trouble)
- Mick Fleetwood - batteria (brano: Trouble)
- Carol Ann Harris - accompagnamento vocale, armonie vocali (brano: It Was I)
- Christine McVie -  accompagnamento vocale, armonie vocali (brano: Shadow of the West)

Note aggiuntive
- Lindsey Buckingham e Richard Dashut - produttori
- Registrazioni effettuate al Larrabee Sound Studios ed al Wally Heider Recording Studio di Los Angeles, California
- David Brown, Lindsey Buckingham e Richard Dashut - ingegneri delle registrazioni
- Dennis Mays, Judy Clapp e Sabrina Buchanek - assistenti ingegneri delle registrazioni
- Larry Vigon - art direction, design album
- George Hurrell - fotografia copertina album
- Sam Emerson - fotografia interno copertina album
- Lindsey Buckingham - fotografia (Polaroid art)[10]